# Дубовка (Маріїнсько-Посадський район)
Ду́бовка (рос. Дубовка, чув. Кĕçĕн Астакасси) — присілок у складі Маріїнсько-Посадського району Чувашії, Росія. Входить до складу Приволзького сільського поселення.
Населення — 324 особи (2010; 326 у 2002).
Національний склад:
- чуваші — 98 %